# Paretovo optimum
Paretovo optimum formuloval italský ekonom Vilfredo Pareto. Je to takový stav společnosti (z hlediska ekonomického), kdy žádný jedinec nebo skupina již nemůže dosáhnout lepšího postavení bez toho, že by se naopak postavení někoho jiného zhoršilo. Je to tedy jakýsi rovnovážný stav, kdy, pokud se někdo chce mít ještě lépe, než na tom je, může tak učinit jen na úkor někoho jiného. 
Takovéto optimum má následující vlastnosti:
- nevyžaduje interpersonální porovnávání ani sčítání individuálních uspokojení
- jedná se o množinu individuálních optim jedinců
- může se vyskytovat mnoho takovýchto optim[1]

## Varianty Paretova optima

### Silné a slabé Paretovo optimum
Jedno možné rozdělení je na tyto dvě varianty Paretova optima: silné Paretovo optimum a slabé Paretovo optimum. Silné Paretovo optimum tvrdí, že s jakoukoli změnou nastane pro alespoň jednoho z účastníků zhoršení. Slabé Paretovo optimum na druhou stranu pojednává o tom, že jakákoli změna nemusí postavení ani jednoho z účastníků zlepšit, ale může ho zhoršit. Jinak řečeno neexistuje změna, která by vylepšila postavení všech účastníků.
Lze si představit příklad kdy máme k alokaci dva zdroje, které chceme rozdělit mezi 2 subjekty A a B. Subjekt A si cení zdroje {2,0} a subjekt B {1,1}. Uvažujme alokaci, kdy dáme oba dva zdroje subjektu A. Užitek takového rozdělení je (2,0).
Toto rozdělení je v souladu se slabým Paretovým optimem, jelikož nelze zdroje přerozdělit tak, abychom vylepšili postavení obou subjektů. Alokace ovšem není silně pareto-optimální, jelikož kdybychom dali druhý zdroj subjektu B, tak tím vylepšíme jeho postavení a zároveň nezhoršíme postavení subjektu A. Užitek tohoto nového rozdělení je (2,1).

### Omezené Paretovo optimum
Tento pojem je úzce spjat s ekonomickou teorií Walrasovy rovnováhy. Obvykle se uvažuje krátkodobá situace s fixními cenami. Platí, že pokud máme stav Walrasovy rovnováhy, tak se nacházíme v omezeném Paretově optimu, ačkoliv nemusí být v souladu s klasickým Paretovým optimem. Jedná se tedy o situaci, která je pareto efektivní (nelze prospět jednomu člověku, aniž bychom uškodili jinému) vzhledem k omezení rozpočtu a individuálním preferencím. Často se musí pracovat se stínovými cenami, jelikož ne pro všechny zdroje je pevně stanovena cena. V takovém případě se vytvoří umělá cena na základě nákladů daného zboží.

### Dílčí Paretovo optimum
Tato varianta se používá v případě, že chceme dosáhnout spravedlivého a efektivního rozdělení nedělitelného zboží. Rozdělení je diskrétní, pokud je každý předmět přidělen celý jednomu subjektu. Dílčím rozdělením zde rozumíme takové rozdělení, které jeden předmět přidělí více subjektům. Dílčí Paretovo optimum znamená situaci, kdy nelze dosáhnout Paretova optima diskrétním rozdělením. Tedy existuje nějaké částečné rozdělení objektu, které by znamenalo Paretovo zlepšení oproti situaci s diskrétním rozdělením.

### Paretovo optimum ex post a ex ante
Tato teorie je založena na náhodném rozdělení zdrojů. Paretovo optimum ex post znamená situaci, kdy jakýkoliv výsledek náhodného rozdělení je pareto-efektivní. Paretovo optimum ex ante znamená situaci, kdy soubor všech očekávaných výsledků je pareto-efektivní s ohledem na očekávaný užitek. Tedy neexistuje jiný soubor, u kterého by bylo možné očekávat větší užitek. Jako příklad můžeme uvést náhodné losování při kterém je náhodně vybrán člověk, kterému je poté přiřazeno všechno zboží. Tato situace představuje Paretovo optimum ex ante jelikož očekávaný užitek je pro všechny stejný. Nic méně zde neplatí optimum ex post jelikož pouze jeden subjekt dostane všechno zboží.

### Bayesovská efektivita
Bayesovská efektivita je analogií k Paretovu optimu. Při obecné definici předpokládáme, že všichni účastníci mají stejný přístup k informacím. S tím se ovšem v reálné situaci běžně nesetkáme. Například na trhu nemáme dostupné informace o všech účastnících. Jejich platy či strategie jsou obvykle skryté. Omezení v podobě nekompletních informací se bayesovská efektivita snaží řešit pomocí určení doby hodnocení dané alokace. Nabízí se tři možnosti, kdy měření provést:
- První možností je provést měření v ex ante fázi, tedy ještě předtím, než subjekt zná svou charakteristiku.
- Druhou možností je měřit efektivitu v prozatímní fázi, tedy poté, co subjekt svou charakteristiku odhalí.
- Provést měření v ex post fázi, kdy subjekty mají kompletní informace o svých kvalitách.[8]

## Ekonomie blahobytu a sociální stabilita
Paretovo optimum představuje takovou situaci, za které se všichni mají tak dobře, jak jen to na daném stupni rozvoje ekonomiky vůbec lze. To ovšem neznamená, že jsou všichni spokojeni. Je totiž potřeba si povšimnout, že takové optimum neexistuje pouze jedno, ale může jich být velice mnoho. Společnost tak může dosahovat různých paretovských optim. Na jedné straně se může jednat o optimum, kdy jsou na tom všichni ve společnosti přibližně stejně, nebo na druhé straně o optimum, kdy je jedna část společnosti velmi bohatá, ale druhá je naopak velmi chudá. I takováto společnost však může dojít k optimálnímu vyrovnanému stavu, kdy žádný z bohatých už nemůže víc zbohatnout, aniž by se tím někdo jiný nestal ještě chudším - a ani žádný z chudých se nemůže stát bohatším, aniž by se tak stalo na něčí úkor. Je nasnadě, že tato společnost, ač paretovsky optimální, bude chudší částí považována za velmi nespravedlivou. Bude tím náchylná k sociálním nepokojům a bude labilní. Udržení takového uzavřeného systému bude jen za cenu direktivního řízení a kontroly. Pokud by se zvýšil blahobyt jedné osoby, aniž by se snížil blahobyt někoho jiného, jednalo by se o tzv. Paretovo zlepšení. Z toho lze vyvodit alternativní definici Paretova optima, která říká, že se jedná o situaci, kdy Paretovo zlepšení nelze provést. Pareto touto teorií položil základy ekonomie blahobytu.

## Kontrakční křivka
Kontrakční křivka, též zvaná Paretova křivka, reprezentuje ideální konečné rozdělení dvou zboží mezi dva spotřebitele dle jejich preferencí. Popisuje efektivní výsledek výhodného směňování zboží na základě jeho počáteční alokace. Jelikož prvotní alokace nemusí vyhovovat spotřebitelským preferencím, dochází ke směně zboží do té doby, dokud výsledný stav nebude ležet na křivce. Pokud se dostaneme do bodu, který na křivce leží, nastává Paretovo optimum. V tomto stavu není možné zlepšit stav jednoho ze spotřebitelů bez toho, aniž by se stav druhého ze spotřebitelů zhoršil. Speciálním případem je situace, kdy prvotní alokace přidělí veškeré zboží pouze jednomu spotřebiteli a druhému nepřidělí nic. Tím pádem se nutně dostáváme do budu Paretova optima, jelikož jakékoliv další přerozdělení by vedlo k tomu, že by spotřebitel s veškerým zbožím musel část obětovat, tedy by se jeho stav zhoršil. Efektivnost ve směně tedy lze definovat, jako rozdělení fixního množství statku, jestliže jeho přerozdělením nemůže být ani jednomu spotřebiteli polepšeno, aniž by současně nebyl poškozen jiný spotřebitel.

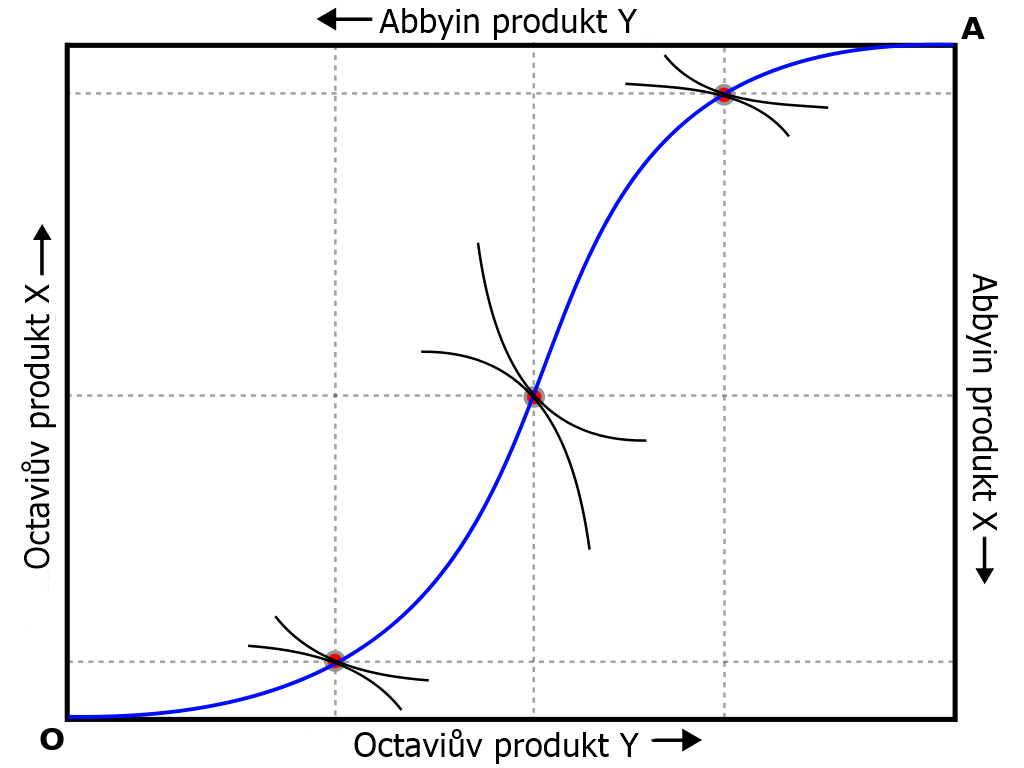
Kontrakční křivka (modrá) ukazující tečné body indiferenčních křivek osob A a O v Edgeworthově diagramu.

Kontrakční křivka je reprezentována v Edgeworthově krabicovém diagramu ve kterém alokace každého spotřebitele je měřena vertikálně pro jedno zboží a horizontálně pro druhé zboží. Stav, kdy veškeré zboží je alokováno spotřebitelem Abby, se nachází v bodě ležícím v levém dolním rohu (označený O). Pokud naopak bude veškeré zboží alokováno spotřebitelem Octaviem, stav bude reprezentován bodem v pravém horním rohu (označený A).

### Příklad
Představme si ekonomiku, ve které existují pouze dva spotřebitelé Octavius a Abby a pouze dvě zboží X a Y. K tomu předpokládejme počáteční distribuci zboží mezi oba spotřebitele. Preference zboží Abby a Octávia jsou na grafu reprezentované indiferenčními křivkami. Pokud se počáteční distribuce nenachází v bodě tečnosti některých indiferenčních křivek Octavia a Abby, pak tato prvotní alokace nebyla pareto-optimální. Aby tohoto stavu dosáhli, budou obchodovat. Abby směňuje zboží s nižší preferencí za zboží s vyšší preferencí, stejně tak tomu je u Octávia. Tento obchod bude probíhat dokud se jejich mezní míra substituce (odpovídá absolutní hodnotě sklonu indiferenční křivky a vyjadřuje ochotu obchodovat) nebude rovnat. Po dosažení rovnosti se alokace zboží posune do bodu, který leží na kontrakční křivce. Tím došlo k pareto-optimální alokaci zboží.

### Efektivnost ve výrobě
V ekonomice vyrábějí firmy nesčetné množství různého zboží. Aby výroba byla pareto-optimální, musí být fixní množství zdrojů rozděleno takovým způsobem, aby nebylo možné vyrobit více jednoho statku, aniž bychom museli omezit výrobu statku jiného. Předpokládejme firmu, která vyrábí pouze 2 statky X a Y a má k dispozici 2 výrobní faktory – práci a kapitál. Podmínky efektivní výroby lze shrnout do 3 alokační pravidel.
- Firma musí alokovat fixní množství práce a kapitálu, aby jejich mezní míra substituce pro oba vyráběné statky byla rovna a výrobní faktory byly zcela využity. Toto pravidlo lze graficky znázornit pomocí smluvní (kontrakční) křivky, kde body na ní představují pareto-optimální alokaci práce a kapitálu. Body mimo ni budou naopak představovat neefektivní alokaci, jelikož je možné přemístit výrobní faktory tak, abychom vyrobili více jednoho statku a zachovali množství výroby druhého.
- Fixní množství práce a kapitálu musí být mezi 2 firmy alokováno tak, aby mezní produkt faktorů byl pro vyráběné statky stejný.
- Třetí podmínkou je taková struktura výroby obou statků, při níž je mezní míra transformace produktu u obou firem stejná.

K dosažení celkové efektivnosti je potřeba zkombinovat efektivní výrobu a preference spotřebitele. Toho lze dosáhnout, pokud se mezní míra substituce obou statků rovná mezní míře transformace produktu. Jinak řečeno poměr, jakým lze zboží nahradit ve spotřebě se musí shodovat s poměrem, v němž jsou nahrazovány ve výrobě.

## Výpočet
Jak již jsme si řekli, Paretovo optimum není pouze jedno, ale je jich nekonečně mnoho, protože také indiferenčních křivek je nekonečně mnoho. Pareto-optimální body lze znázornit kontrakční křivkou. Ta je tvořena body, ve kterých je indiferenční křivka jednoho spotřebitele tečnou k indiferenční křivce druhého spotřebitele. V těchto bodech se mezní míra substituce obou spotřebitelů rovná, což znamená že poměr zboží, ve kterém je spotřebitel ochoten obchodovat je roven u obou spotřebitelů. Představme si, že oba spotřebitelé chtějí vyměnit kokos za banán. Pokud tedy dojde k výměně, nebude to mít na výsledný stav žádný vliv a ani jeden si tímto obchodem nepolepší.

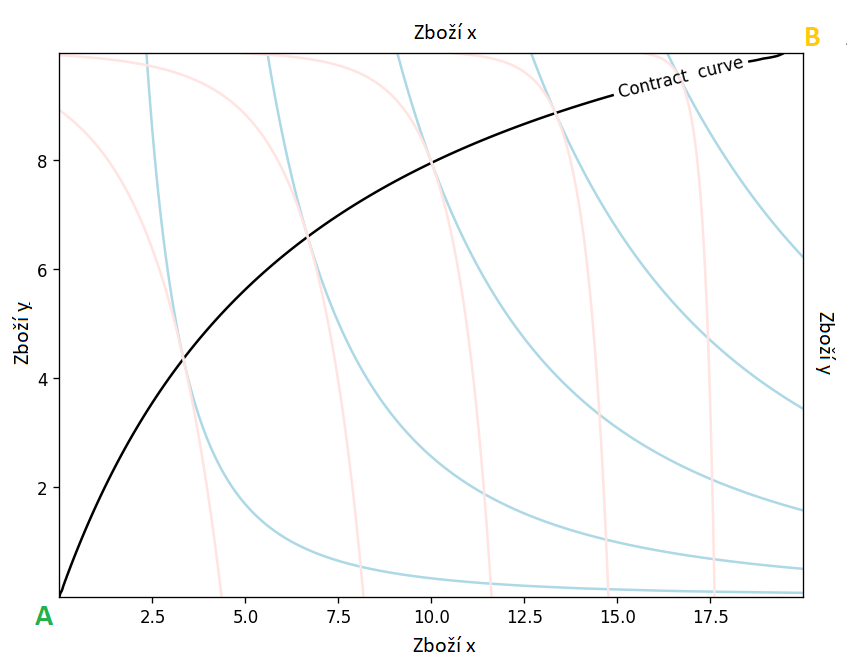
Znázornění kontrakční křivky, indiferenčních křivek uživatele A (zelená) a indiferenčních křivek uživatele B (oranžová) v Edgeworthově diagramu.

Funkci udávající kontrakční křivku lze vypočítat na základě rovnosti mezních měr substituce obou spotřebitelů.

### Příklad
Představme si směnnou ekonomiku, ve které existují pouze dva spotřebitelé a dva typy zboží.
Spotřebitel A, jehož užitek zboží x a y je vyjádřen funkcí: UA=x0,7 y0,3
Spotřebitel B, jehož užitek zboží x a y je vyjádřen funkcí: UB=x0,9 y0,1
V ekonomice je alokováno celkem 20 kusů zboží x a 10 kusů zboží y.
Abychom mohli vypočítat mezní míru substituce, musíme nejprve vypočítat mezní míru užitku po obě zboží.
{\displaystyle MU_{x_{A}}={\frac {\partial U_{A}}{\partial x_{A}}}={\frac {0,7\cdot y_{A}^{0,3}}{x_{A}^{0,3}}}}
{\displaystyle MU_{y_{A}}={\frac {\partial U_{A}}{\partial y_{A}}}={\frac {0,3\cdot x_{A}^{0,7}}{y_{A}^{0,7}}}}
Mezní míra substituce (MRS) se rovná podílu mezního užitku (MU) zboží x a zboží y.
{\displaystyle MRS_{A}={\frac {MU_{x_{A}}}{MU_{y_{A}}}}={\frac {7y_{A}}{3x_{A}}}}
Analogicky bychom postupovali při výpočtu mezní substituce spotřebitele B.
{\displaystyle MRS_{B}={\frac {MU_{x_{B}}}{MU_{y_{B}}}}={\frac {9y_{B}}{x_{B}}}}
Abychom získali vzorec kontrakční křivky, musí se nám míry substituce obou spotřebitelů rovnat. {\displaystyle MRS_{A}=MRS_{B}}
{\displaystyle {\frac {7y_{A}}{3x_{A}}}={\frac {9y_{B}}{x_{B}}}\Rightarrow {\frac {7y_{A}}{3x_{A}}}={\frac {9\left(10-y_{A}\right)}{20-x_{A}}}\ }                                                           
Zboží spotřebitele B jsme vyjádřili vztahem – celkový počet zboží – zboží spotřebitele A. Díky tomu jsem se zbavili dvou neznámých. Rovnici už stačí pouze upravit, tak abychom získali výslednou funkci kontrakční křivky.
{\displaystyle y_{A}={\frac {27x_{A}}{2x_{A}+14}}}
Kontrakční křivka nám tedy charakterizuje všechny pareto-optimální body.
Je nutné podoktnout, že kontrakční křivku k nalezení pareto-optimálních bodů nemůžeme použít vždy. Použití záleží na typu funkce užitku. V tomto příkladě jsme se setkali s Cobb-Douglasovou funkcí užitku, stejně bychom postupovali například s funkcí dokonalé substituty nebo funkcí kvazilineárního užitku, naopak tento postup nelze použít, pokud užitek zboží bude vyjádřen funkcí perfektního komplementu, jelikož v tomto případě nebudou pareto-optimální body reprezentovány křivkou, ale oblastí ve tvaru lichoběžníku.

## Kritika a problémy
- Paretovo optimum je často kritizováno za to, že nezajišťuje rovnoměrné rozdělení bohatství.[13] Naopak může nastat situace, která vede ke zvýšení majetku bohatých a majetek chudých se nijak nezmění, dostáváme se sice do bodu, který je podle Pareta optimální, avšak došlo k prohloubení příjmové nerovnosti. Martin Feldstein, ekonom z Harvardovy univerzity a prezident Národního úřadu pro ekonomický výzkum, vysvětluje, že tento výsledek, může někomu připadat nespravedlivý. Takoví kritici často namítají: ‚‚Nemám méně hmotných statků, ale pociťuji bolest z života v nerovném světě". [14]
- Paretovo optimum není spravedlivé. Přestavme si, že dva lidé na zemi najdou stodolarovou bankovku. Spravedlivé rozdělení by bylo, kdyby bankovku rozměnili a každý si vzal padesát dolarů. Dle Paretova optima by však bylo jakékoli rozdělení optimální, jelikož jakékoli rozdělení následující po tom prvotním by vedlo poškození jedné či druhé strany.[6][chybí lepší zdroj] To je způsobené tím, že zde není žádné druhé zboží, které by určilo, které z nich je uživateli více či méně preferováno.
- Paretovo optimum funguje pouze v dokonale konkurenčním trhu.
- Paretovo optimum nefunguje v ekonomice, ve které do obchodu zasahuje třetí strana jako například vláda. Jakýkoli zásah, který by zvýhodnil jednu stranu, by rovnováhu narušil a druhou stranu znevýhodnil.

## Využití
V reálném světe je téměř nemožné vytvořit situaci, která by byla paretovsky optimální. Paretův koncept například nedokáže porovnávat stavy, kde si jeden z účastníků pohoršil. Tento neduh se snaží vyřešit Kaldorova-Hicksova efektivnost, která tvrdí, že jakákoli změna je optimální, pokud nová zlepšení převáží způsobená zhoršení.  Dalšími sociálně efektivními kritérii jsou například Buchananovo jednomyslené kritérium nebo Coasův teorém. Všechna tato kritéria do jisté míry uvolňují přísné podmínky Paretovo optima v pragmatickém zájmu politiky a rozhodování v reálném světě.  S Paretovým optimem se však můžeme setkat i v jiných odvětvích mimo ekonomii.
- V obchodním světě mohou manažeři továren provádět zlepšovací zkoušky, ve kterých přerozdělují pracovní zdroje, aby se například pokusili zvýšit produktivitu montážních dělníků, bez toho aniž by snižovali produktivitu balicích a expedičních pracovníků.[16]
- S pojmem Paretovo optimum se také setkáváme v teorii her. V některých strategických hrách jsou hráči nuceni spolupracovat tak, aby dosáhli co nejlepšího společného výsledku, nikoli výsledku jednoho konkrétního hráče. Příkladem je vězňovo dilema. [17]
- V biologii, kde byla teorie Paretova optima využita při výzkumu tzv. evolučního trade-offu. Dle této teorie zde existuje tzv. Paretova linie, kde vyvinuté fenotypy fungují díky nejlepšímu možnému rozdělení Tyto fenotypy nelze vylepšit ve všech úkonech najednou, jinak řečeno, každé zlepšení v jednom úkonu by způsobilo zhoršení v jiném.[18]
- V inženýrství, kde se používá pří víceúčelové optimalizaci, která spočívá ve snaze optimalizovat více cílových funkcí najednou. Podobně jako v biologii se množina všech pareto-optimálních řešení nazývá Paretova linie. Využití spočívá v tom, že při hledání potenciálního finálního řešení se konstruktér může zaměřit pouze na pareto-optimální řešení. V tomto souboru může provádět potřebné výměny aniž by musel zvažovat celou škálu ostatních možností.[19]

## Paretův princip
Paretův princip spočívá v matematickém vzorci, který odráží nerovnoměrné rozložení bohatství a vyjadřuje skutečnost, že zhruba 20 % obyvatel vlastní 80 % bohatství, a zbývajících 80 % obyvatel se dělí o 20 % bohatství. Toto tvrzení bylo dále rozpracováno následovníky a dnes je všeobecně uznávaným principem měření efektivity. Pro tyto účely by toto pravidlo mohlo být shrnuto do definice, že 80 % výsledného zisku je tvořeno pouze 20 % činností, či že 80 % zisku přináší pouhých 20 % zákazníků, atd. Problémem a zároveň hlavním úkolem je určit, které činnosti spadají právě do těchto 20 %. Podle Pareta by se podnik měl soustředit právě na ty činnosti a nezabývat se tolik činnostmi méně důležitými.
Je však důležité si uvědomit, že hlavní myšlenka Paretova optima nesouvisí s rozdělením 80/20 a proto spolu tyto dva pojmy souvisejí jen velmi vzdáleně.

## Paretův diagram

Paretův diagram

Paretův diagram slouží pro kontrolu kvality a následné odhalení nejvýznamnějších faktorů, které představují nejčastěji se vyskytující zdroje poruch či jiných faktorů snižujících kvalitu. Často pak odhaluje skryté faktory snižování kvality.
Paretův diagram je možné vytvářet pomocí základních tabulkových procesorů jako je Microsoft Excel či OpenOffice.org Calc. V Paretově diagramu je spojen jak sloupcový, tak lineární graf. Jednotlivé hodnoty jsou v Paretově diagramu zobrazené pomoci sloupců a seřazeny sestupně. Lineární graf pak ukazuje celkový součet nebo procentuální zastoupení jednotlivých faktorů.